# Oldřich Kolář
Oldřich Kolář (ur. 21 stycznia 1898 w Bílej Třemešnej, zm. 17 stycznia 1985) – czechosłowacki biegacz narciarski.
W 1924 wystartował na igrzyskach olimpijskich. W biegu na 50 km zajął 19. miejsce z czasem 5:18:14 s.
Reprezentował klub SK Dvůr Králové.